# Daniele Quadrini
Daniele Quadrini (Roma, 12 luglio 1980) è un ex calciatore italiano, di ruolo centrocampista.

## Caratteristiche tecniche
Esterno offensivo, che può giocare come ala

## Carriera

### Inizi
Cresce calcisticamente nel settore giovanile della Roma, prima di passare alla Lazio.
In seguito passa al Sora, in Serie C2, con cui resta per tre stagioni.
La stagione seguente passa all'Ancona. Esordisce in Serie B il 2 dicembre 2001 in Ancona-Pistoiese (2-1), subentrando al 30' della ripresa al posto di Castiglione. Sarà la sua unica presenza stagionale con i marchigiani.
Seguono poi le esperienze con Alessandria e Teramo.

### Treviso
Il 13 luglio 2005 passa a parametro zero al Treviso, firmando un contratto triennale, che il 29 agosto lo cede in prestito al Padova. Esordisce in campionato l'11 settembre in San Marino-Padova (0-2), siglando una doppietta.
Chiude la stagione con 31 presenze e 5 reti.
Rientrato a Treviso, esordisce in Serie B il 9 settembre 2006 in Napoli-Treviso (4-2), giocando titolare e venendo sostituito al 16' della ripresa da Andrea Russotto. Realizza la sua prima rete in campionato il 10 novembre contro il Rimini. Chiude la stagione con 31 presenze e 4 reti.
Rimane con i biancocelesti anche per le due seguenti stagioni, di cui l'ultima terminata con la retrocessione ed il fallimento della società.

### Sassuolo
Il 27 luglio 2009 passa a parametro zero al Sassuolo.
Esordisce con i neroverdi il 21 agosto 2009 in Sassuolo-Crotone (2-0), subentrando al 25' della ripresa al posto di Alessandro Noselli. Segna la sua prima rete in campionato alla 19ª giornata contro la Salernitana. Si ripete il 6 febbraio in Triestina-Sassuolo (0-1). Chiude la stagione con 35 presenze e 5 reti.
La stagione seguente fa il suo debutto in campionato alla prima giornata nella trasferta contro il Livorno (0-4), subentrando a Andrea Catellani nei minuti finali. Mette a segno la sua prima rete il 6 novembre in AlbinoLeffe-Sassuolo (3-1). Chiude la stagione con 34 presenze e 4 reti. Al termine della stagione rimane svincolato.

### Grosseto
Il 13 agosto 2012 firma un contratto annuale con il Grosseto. Fa il suo debutto con i maremmani poche ore dopo in Grosseto-Carpi (1-3), valida per il secondo turno di Coppa Italia, venendo sostituito al 53' da Calderoni. Esordisce in campionato il 25 agosto contro il Novara (1-1), servendo l'assist per la rete di Sforzini.
Il 6 febbraio 2013 viene escluso dalla lista dei 18 giocatori che prenderanno parte alla seconda parte della stagione, chiudendo l'annata con 13 presenze.

### Arezzo
Il 18 ottobre 2013 viene tesserato dall'Arezzo, in Serie D. Esordisce con i toscani il 27 ottobre contro la Pianese (l'incontro terminerà 1-1), subentrando al 16' della ripresa al posto di Stefano Rubechini. Mette a segno le sue prime reti con gli amaranto il 17 novembre contro il Fiesole.
Il 24 aprile 2014 la società comunica di aver rescisso il contratto con il giocatore.

### La Rustica
Per la stagione successiva da svincolato si accorda con l'ambizioso La Rustica omonima squadra della borgata romana militante in Promozione dove trova l'ex compagno ai tempi delle giovanili della Roma Massimo Bonanni terminando la sua prima stagione in maglia biancorossa con 20 presenze e ben dodici reti.

### Calcioscommesse
Il 1º giugno 2011 viene inserito nel registro degli indagati nell'ambito dello scandalo del calcioscommesse per aver combinato Siena-Sassuolo (4-0), del 27 marzo 2010.
Il 9 agosto viene squalificato per un anno. Il 19 dicembre 2011, in seguito al ricorso al Tnas, la squalifica viene ridotta a 6 mesi.
Il 9 febbraio 2015 la procura di Cremona termina le indagini e formula per lui e altri indagati le accuse di associazione a delinquere e frode sportiva.

## Statistiche

### Presenze e reti nei club
| Stagione          | Squadra           | Campionato        | Campionato | Campionato | Coppe nazionali | Coppe nazionali | Coppe nazionali | Coppe continentali | Coppe continentali | Coppe continentali | Altre coppe | Altre coppe | Altre coppe | Totale | Totale |
| Stagione          | Squadra           | Comp              | Pres       | Reti       | Comp            | Pres            | Reti            | Comp               | Pres               | Reti               | Comp        | Pres        | Reti        | Pres   | Reti   |
| ----------------- | ----------------- | ----------------- | ---------- | ---------- | --------------- | --------------- | --------------- | ------------------ | ------------------ | ------------------ | ----------- | ----------- | ----------- | ------ | ------ |
| 1997-1998         | Lazio             | A                 | 0          | 0          | CI              | 0               | 0               | CU                 | 0                  | 0                  | -           | -           | -           | 0      | 0      |
| 1998-1999         | Sora              | C2                | 19         | 2          | CI-C            | 0               | 0               | -                  | -                  | -                  | -           | -           | -           | 19     | 2      |
| 1999-2000         | Sora              | C2                | 15         | 1          | CI-C            | 0               | 0               | -                  | -                  | -                  | -           | -           | -           | 15     | 1      |
| 2000-2001         | Sora              | C2                | 19         | 2          | CI-C            | 0               | 0               | -                  | -                  | -                  | -           | -           | -           | 19     | 2      |
| Totale Sora       | Totale Sora       | Totale Sora       | 53         | 5          |                 | 0               | 0               |                    | -                  | -                  |             | -           | -           | 53     | 5      |
| 2001-2002         | Ancona            | B                 | 1          | 0          | CI              | 1               | 0               | -                  | -                  | -                  | -           | -           | -           | 2      | 0      |
| 2002-2003         | Alessandria       | C2                | 30         | 7          | CI-C            | 3               | 0               | -                  | -                  | -                  | -           | -           | -           | 33     | 7      |
| 2003-2004         | Teramo            | C1                | 30         | 1          | CI+CI-C         | 2+2             | 1+1             | -                  | -                  | -                  | -           | -           | -           | 34     | 3      |
| 2004-2005         | Teramo            | C1                | 24         | 2          | CI-C            | 3               | 1               | -                  | -                  | -                  | -           | -           | -           | 27     | 3      |
| Totale Teramo     | Totale Teramo     | Totale Teramo     | 54         | 3          |                 | 7               | 3               |                    | -                  | -                  |             | -           | -           | 61     | 6      |
| 2005-2006         | Padova            | C1                | 31         | 5          | CI+CI-C         | 0               | 0               | -                  | -                  | -                  | -           | -           | -           | 31     | 5      |
| 2006-2007         | Treviso           | B                 | 31         | 4          | CI              | 1               | 0               | -                  | -                  | -                  | -           | -           | -           | 32     | 4      |
| 2007-2008         | Treviso           | B                 | 38         | 2          | CI              | 1               | 0               | -                  | -                  | -                  | -           | -           | -           | 39     | 2      |
| 2008-2009         | Treviso           | B                 | 24         | 4          | CI              | 1               | 0               | -                  | -                  | -                  | -           | -           | -           | 25     | 4      |
| Totale Treviso    | Totale Treviso    | Totale Treviso    | 93         | 10         |                 | 3               | 0               |                    | -                  | -                  |             | -           | -           | 96     | 10     |
| 2009-2010         | Sassuolo          | B                 | 35+2       | 5          | CI              | 2               | 0               | -                  | -                  | -                  | -           | -           | -           | 39     | 5      |
| 2010-2011         | Sassuolo          | B                 | 34         | 4          | CI              | 2               | 0               | -                  | -                  | -                  | -           | -           | -           | 36     | 4      |
| Totale Sassuolo   | Totale Sassuolo   | Totale Sassuolo   | 69+2       | 9          |                 | 4               | 0               |                    | -                  | -                  |             | -           | -           | 75     | 9      |
| 2012-2013         | Grosseto          | B                 | 12         | 0          | CI              | 1               | 0               | -                  | -                  | -                  | -           | -           | -           | 13     | 0      |
| ott. 2013-2014    | Arezzo            | D                 | 17         | 4          | CI-D            | 4               | 0               | -                  | -                  | -                  | -           | -           | -           | 21     | 4      |
| 2014-2015         | La Rustica        | Prom.             | 20         | 12         | -               | -               | -               | -                  | -                  | -                  | -           | -           | -           | 20     | 12     |
| 2015-2016         | La Rustica        | Prom.             | 21         | 10         | -               | -               | -               | -                  | -                  | -                  | -           | -           | -           | 21     | 10     |
| 2016-2017         | La Rustica        | Prom.             | 12         | 1          | -               | -               | -               | -                  | -                  | -                  | -           | -           | -           | 12     | 1      |
| Totale La Rustica | Totale La Rustica | Totale La Rustica | 53         | 23         |                 | -               | -               |                    | -                  | -                  |             | -           | -           | 53     | 23     |
| Totale carriera   | Totale carriera   | Totale carriera   | 403+2      | 66         |                 | 23              | 3               |                    | 0                  | 0                  |             | -           | -           | 488    | 69     |

## Palmarès

### Competizioni giovanili
- Campionato Giovanissimi Nazionali: 1

Lazio: 1993-1994